# Tenodera
Tenodera — рід богомолів родини богомолові. Великі крилаті богомоли, поширені в Азії, прилеглих до неї островах Океанії, Австралії,  Африці, інтродуковані на схід Північної Америки. Описано близько 15 видів і підвидів.

## Опис
Великі богомоли з довгим і струнким тілом. Передня частина надкрил часто бурого кольору, тоді як більша задня — зеленого.
Голова довша за власну ширину, лобний щиток поперечний, часто з двома вертикальними килями. Фасеткові очі округлі, виступають за межі голови не сильно. Тім'я закруглене, дещо виступає за межі очей.
Передньоспинка довга, іноді дуже довга, перевищує довжиною тазики передніх ніг. Передні стегна довгі, з 4 дискоїдальними та 4 зовнішніми шипами. Передні гомілки з 9-11 зовнішніми шипами. Крила добре розвинені в обох статей, довгі. Церки довгі та тендітні.

## Поширення та екологія
Як і більшість богомолів є хижаками, що полюють з засідки. Живляться переважно комахами, хоча великі особини можуть вполювати дрібних птахів чи жаб.
Представники роду поширені переважно в Східній Азії та Австралії від помірних широт до тропіків. Один чи два види мешкають в Африці. Низка видів мають високу екологічну пластичність. Два види — T. sinensis та T. angustipennis завезені людиною у Північну Америку та розселилися там.

## Таксономія і різноманіття
Рід виділений німецьким ентомологом Германом Бурмайстером у підручнику з ентомології (нім. Handbuch der Entomologie) видання 1838 року. Типовим видом роду є Tenodera fasciata, який описав Гійом Антуан Олів'є 1792 року. У різний час виділялося до 30 видів роду, що свідчить про складність розрізнення видів.
Види й підвиди:
- Tenodera acuticauda Yang, 1997
- Tenodera angustipennis Saussure, 1869
- Tenodera aridifolia Stoll, 1813
  - T. a. aridifolia Stoll, 1813
  - T. a. brevicollis Beier, 1933
- Tenodera australasiae Leach, 1814
- Tenodera caudafissilis Wang, 1992
- Tenodera chloreudeta Burmeister, 1838
- Tenodera costalis Blanchard, 1853
- Tenodera fasciata Olivier, 1792
  - T. f. blanchardi Giglio-Tos, 1912
  - T. f. fasciata Olivier, 1792
- Tenodera intermedia Saussure, 1870
- Tenodera iringana Giglio-Tos, 1912
- Tenodera parasinensis Otte & Spearman, 2005
- Tenodera philippina Beier, 1929
- Tenodera sinensis Saussure, 1871
- Tenodera stotzneri Werner, 1929
- Tenodera superstitiosa (Fabricius, 1781)
  - T. s. bokiana Giglio-Tos, 1907
  - T. s. superstitiosa (Fabricius, 1781)

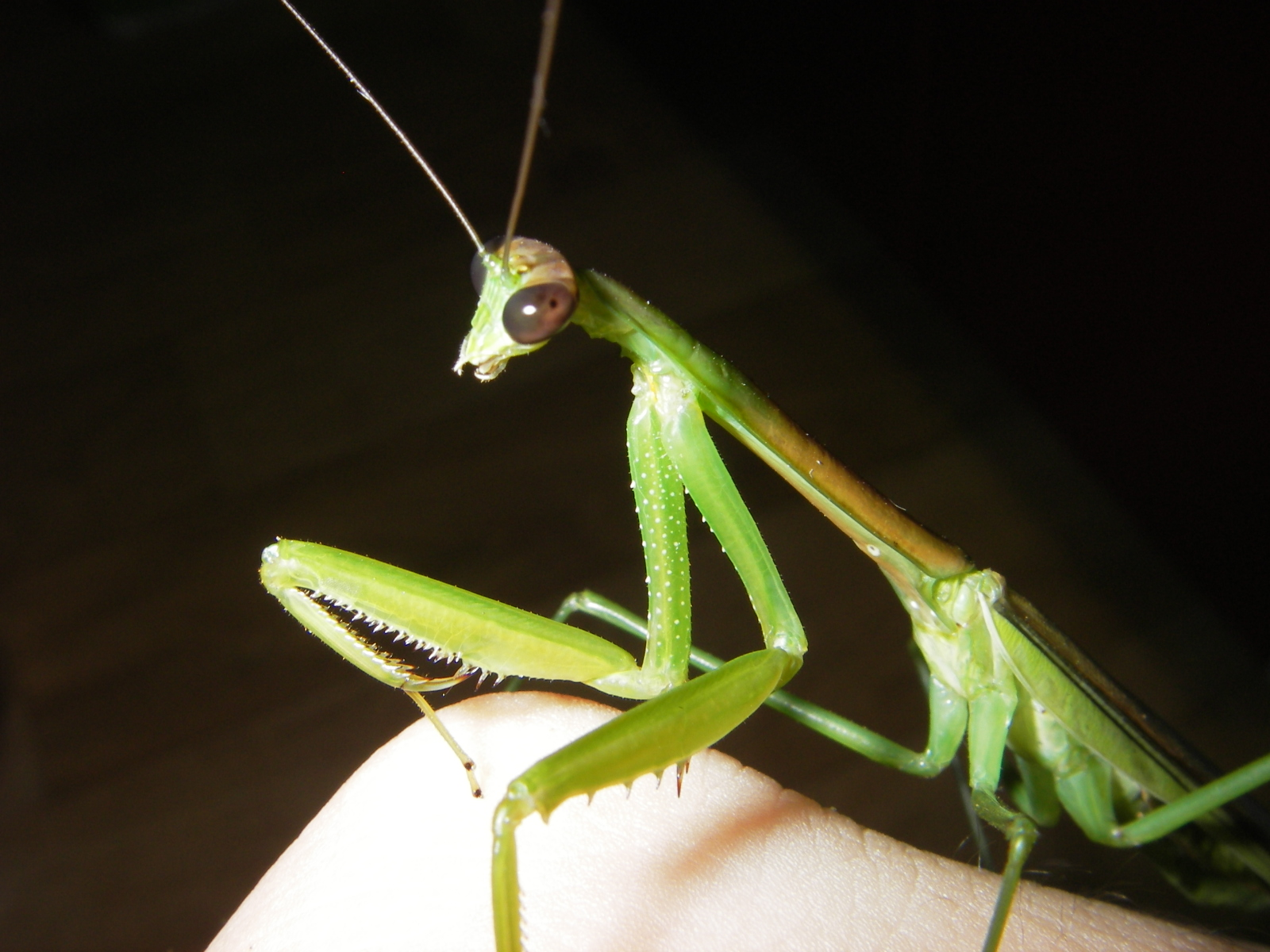
Tenodera angustipennis, Південна Корея
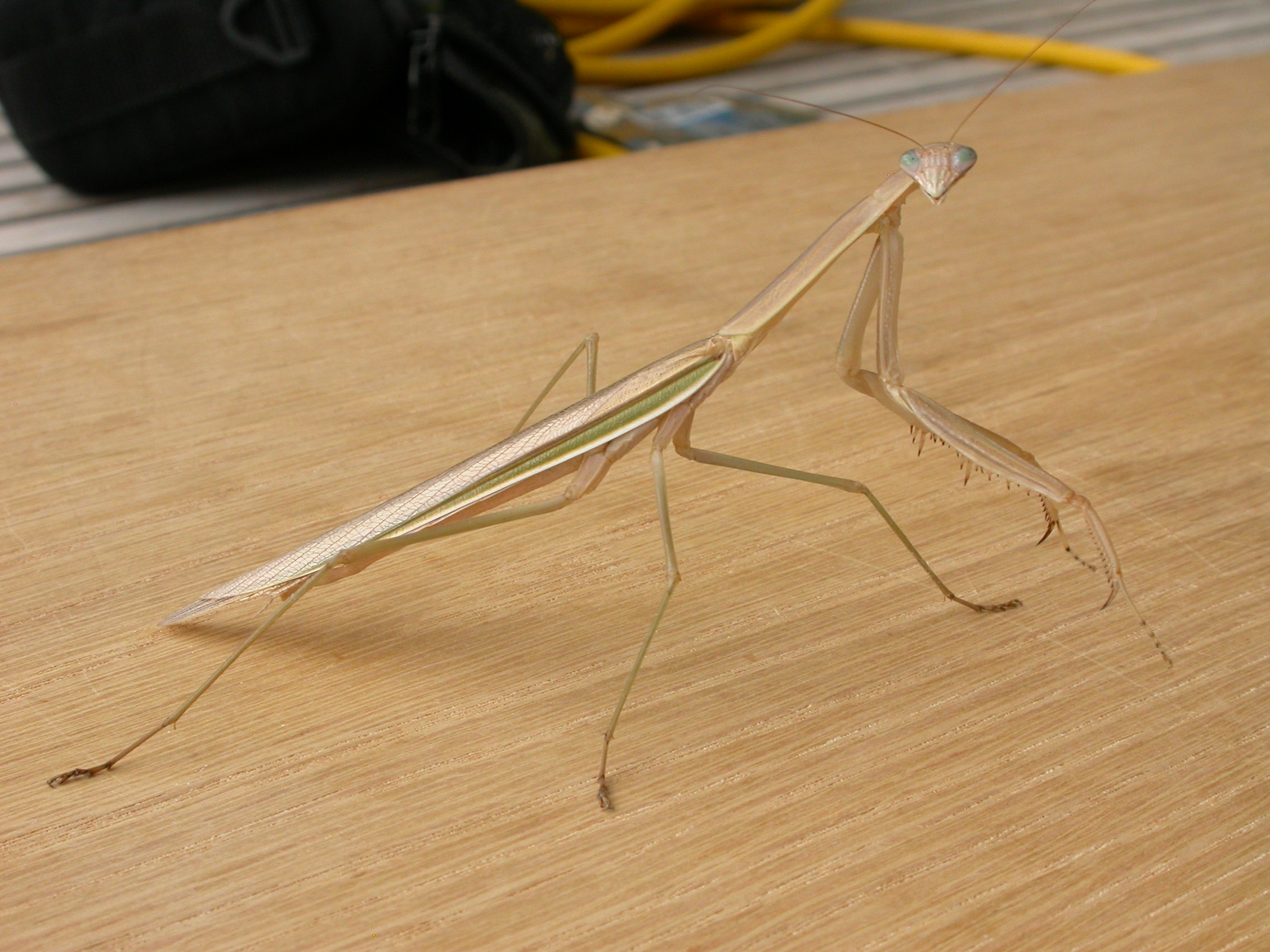
Tenodera australasiae, Австралія
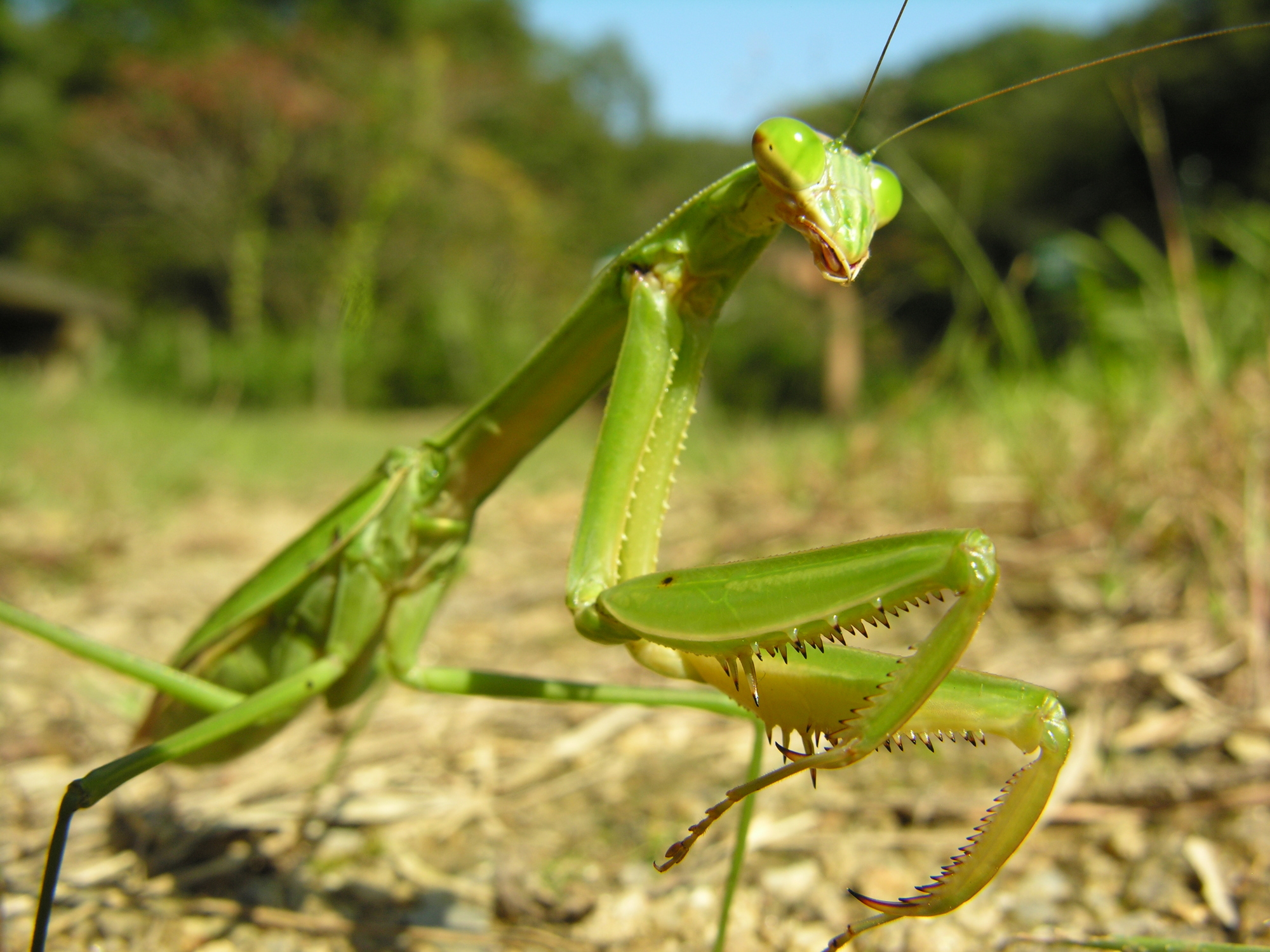
Tenodera aridifolia, Японія
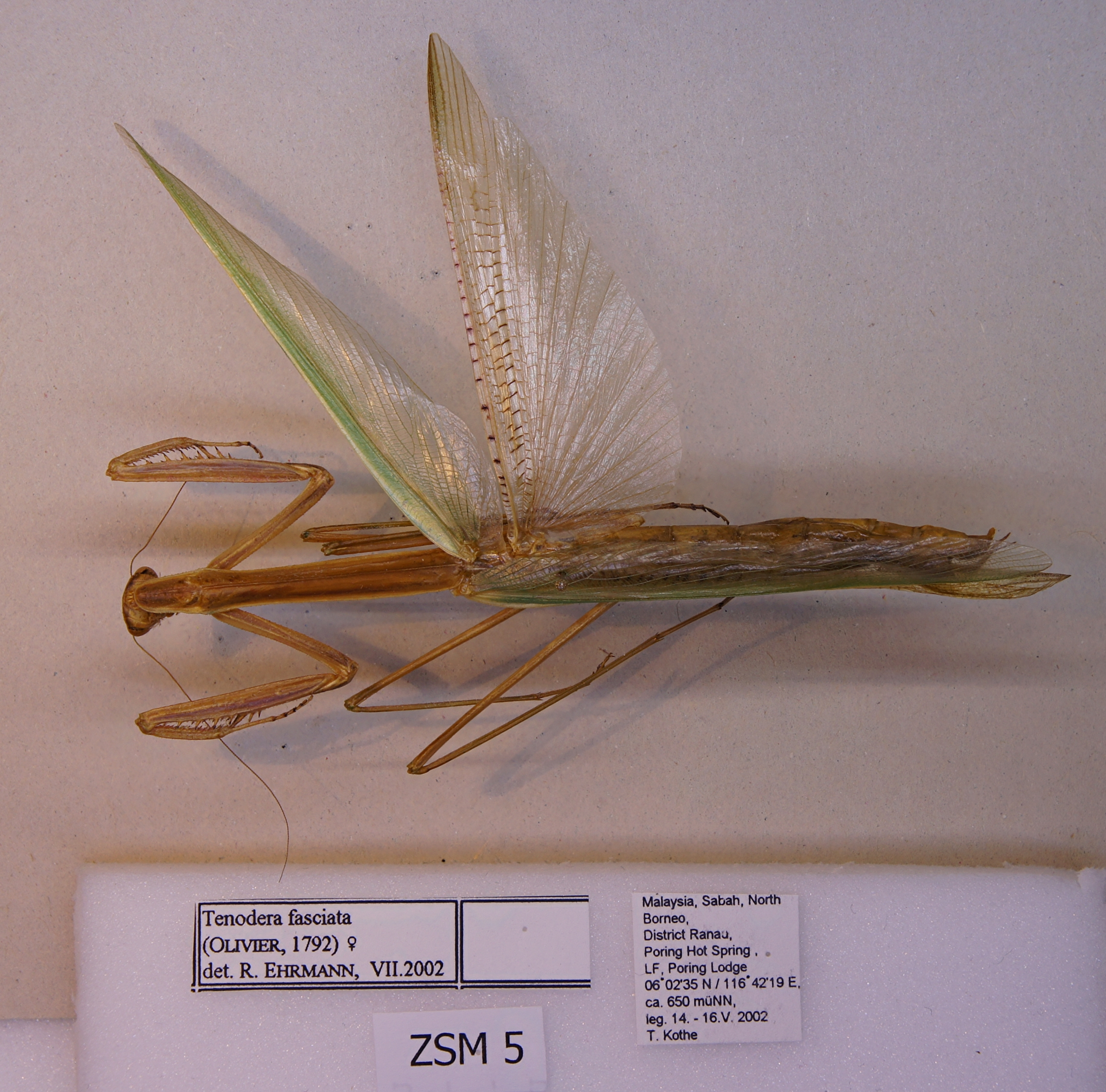
Tenodera fasciata, Малайзія
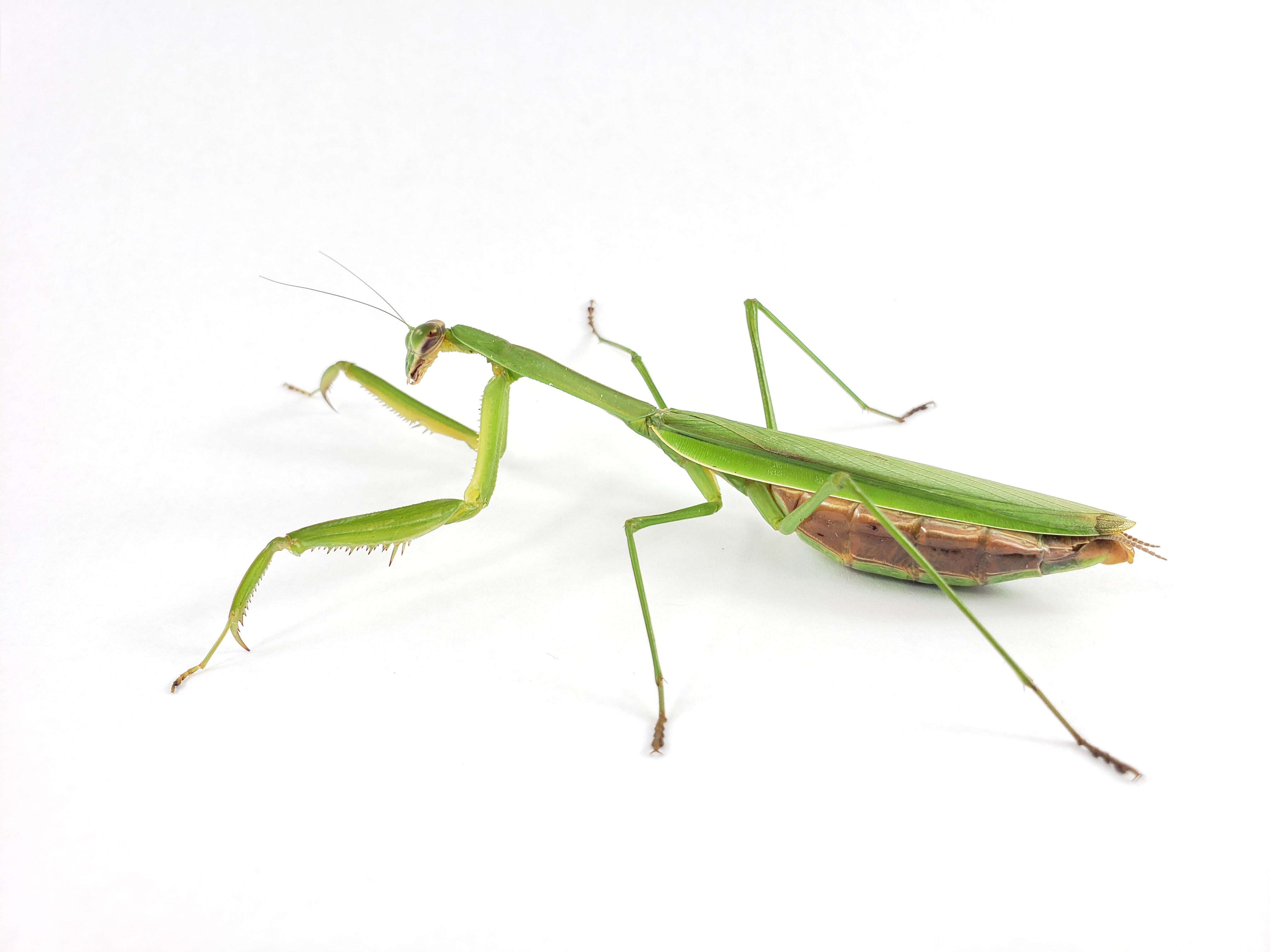
Tenodera sinensis, США